# 노예사냥개미

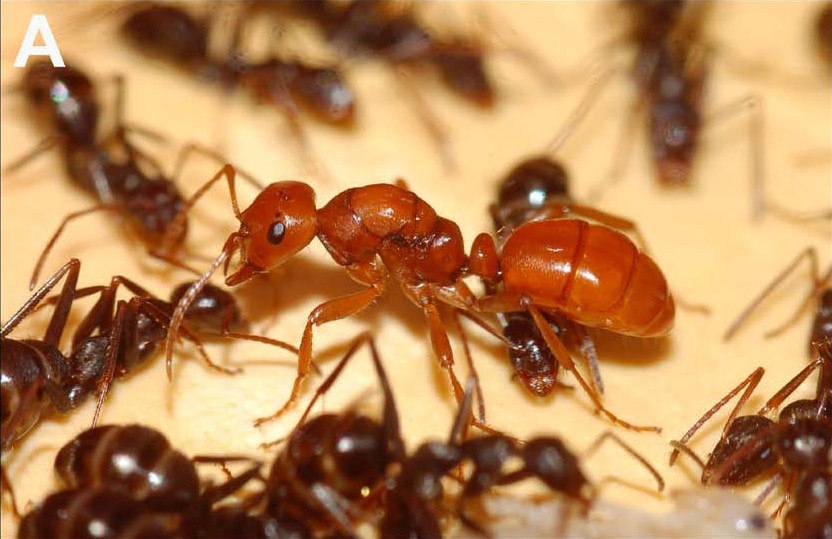

노예사냥개미(奴隸 - , 영어: slave-making ant, slaver ant)는 '노예화개미', 또는 '노예사육개미'로도 불리며 다른 개미집의 알이나 번데기를 포획해서 자기 집에 가져온 다음 부화된 개미들을 일개미로 노예화 시키는 개미의 한 종류이다. 이때 부화된 일개미들은 그곳을 자기집으로 알고 노예처럼 일개미가 되는데 이를 노예개미라고 부른다.

## 기생
노예를 만드는 개미는 다른 개미 종의 무리를 잡아서 자신들의 식민지 노동력을 증가시키는 일종의 변현된 기생 형태를 보여준다. 노예 식민지에서 부화되어 나온 노예개미는 자신의 여왕개미와 터전이 약탈되어 없어졌는지를 모르며, 마치 자신의 여왕개미가 번식시키는 식민지에서 일하는 것처럼 일하게 되는 것이다. 노예사냥개미는 인접한 개미집에서 노동력을 보충하는 데에만 집중한다.
노예를 만드는 개미 역시 기생충이 단일 종이나 관련 종의 기생하려는 동물에 특화되어 있는 것과 같이 대개 그들의 노예개미와 친밀한 관계에 있으며 이는 사회적 기생의 전형적인 특징이다. 노예사냥개미는 거의 영구적인 사회적 기생충일 수도 있고 따라서 평생 동안 노예화된 개미에 의존하게 된다. 이러한 행동은 개미들 사이에서는 드물지만 여러 번 독립적으로 진화한 것으로 여겨진다.

## 파괴성향
노예사냥개미는 다른 개미집단의 사냥의 대상이 되는 알이나 번데기가 있는 곳의 여왕개미와 그들 개미집단을 거의 파괴함으로 생존을 위태롭게한다. 간혹 여왕개미와 성충개미를 일부 살려두는 경우도 있는 것으로 알려져있다.이들의 이러한 파괴성향과 기생의 습성은 이들 노예사냥개미의 일개미 계층이 전혀 일을 하지 못하고 단지 다른 개미집단으로부터 일개미로 자라날 알이나 번데기를 약탈하는 것에 특화하도록 진화된것으로 알려져있다. 또한 따라서 예기치 않게 노예개미를 구하지 못한경우에는 노예사냥개미는 생활력이 없어 굶어죽는것으로 알려져있다. 한편 노예사냥개미의 여왕개미의 번식은 이러한  유전적 성질 역시 산란시 유전하는 것으로 알려져있다.

후버(Pierre Huber)는 분개미가 곰개미를 노예화하려는 경우를 관찰한바 있다.

## 예
프로토모그나투스 아메리카누스(Protomognathus americanus)라는 학명을 가진 개미의 여왕이 낳은 일개미들은 오로지 먹이를 찾아다니거나 새끼를 돌보는 것과 같은 본연의 일을 전혀 할 수 없는 대신 다른 개미집단의 번데기가 많은 곳을 찾아 다니며 이들 개미집단을 공격하고 자신의 생명이 위험해지는것도 감수하면서까지 번데기들을 훔쳐 온다.이렇게 잡혀온 번데기들은 이후 일개미로 자라나서는 이들을 위해 힘든 일을 도맡아 하게 되는데 이처럼 다른 종의 노동력을 착취하는 행동은 염연히 `사회적 기생’이다. 몸길이 2~3mm의 프로토모그나투스 아메리카누스종의 개미들은 1마리의 여왕과 2~5마리의 일개미, 30~60마리의 노예개미로 한 군집을 이루며 군집 전체가 너트 한 개 크기의 작은 집단인것으로 알려졌다.

## 같이 보기
- 탁란
- 무사개미